# Blackwell's
Blackwell UK, também conhecida como Blackwell's e Blackwell Group, é uma revendedora britânica de livros acadêmicos e um serviço de fornecimento de bibliotecas. Foi fundada em 1879 por Benjamin Henry Blackwell, após o qual a cadeia recebeu o nome, em Oxford, na Broad Street. A empresa agora possui uma cadeia de 45 lojas e um serviço de fornecimento de contas e bibliotecas. Emprega cerca de 1000 funcionários em suas divisões.
As filiais da Broad Street, que incluem lojas especializadas em música e arte/pôsteres, permaneceram as únicas até a expansão no início dos anos 90, quando atingiram o pico após assumir a Heffers em Cambridge em 1999 e James Thin na Escócia em 2002 a empresa tinha mais de 70 pontos de venda. Sua cadeia de suprimentos de bibliotecas atende a um mercado internacional, mas as peças foram vendidas em 2009, com o braço norte-americano da Blackwell Book Services e o negócio australiano James Bennett vendido à Baker & Taylor por seu braço acadêmico YBP Library Services. O grupo também era editor, sob o selo Blackwell, que publicou mais de 800 periódicos quando foi vendido à John Wiley & Sons em 2007 por 572 milhões de libras esterlinas para formar a Wiley-Blackwell.
A família Blackwell administra a empresa desde a sua fundação, com uma propriedade dividida entre ações com direito a voto pertencentes à família e ações patrimoniais pertencentes a famílias e outros. No entanto, houve uma disputa pública em 2002 entre Julian 'Toby' Blackwell, o atual proprietário do grupo, e Nigel Blackwell, o ex-presidente do braço editorial, sobre a possível venda do negócio editorial. Isso levou a uma oferta de 300 milhões de libras de Taylor & Francis e a um eventual acordo com John Wiley & Son em 2006, como resultado do qual Nigel Blackwell e filho de Toby, Philip Blackwell, deixaram o negócio, deixando Toby Blackwell o único membro da família ainda envolvido em administrando a empresa. Outras ações com direito a voto da família são mantidas por um fundo, que as ações de Toby transferem para quando ele morrer, acabando com o envolvimento da família Blackwell na empresa. Toby Blackwell anunciou em 2009 que as ações patrimoniais seriam distribuídas entre os funcionários, transformando a empresa em uma parceria de funcionários, semelhante à do varejista John Lewis, quando a empresa retorna à lucratividade, depois de passar vários anos sofrendo perdas. A empresa informou que esperava retornar ao lucro em 2012.
Em 29 de outubro de 2012, a Blackwell's estava – com Foyles, as lojas de departamento John Lewis, John Lewis, Waitrose, Sainsbury's e Argos – entre os varejistas para lançar o e-reader Nook – e, a partir de novembro, os tablets Nook HD e Nook HD +.

## História

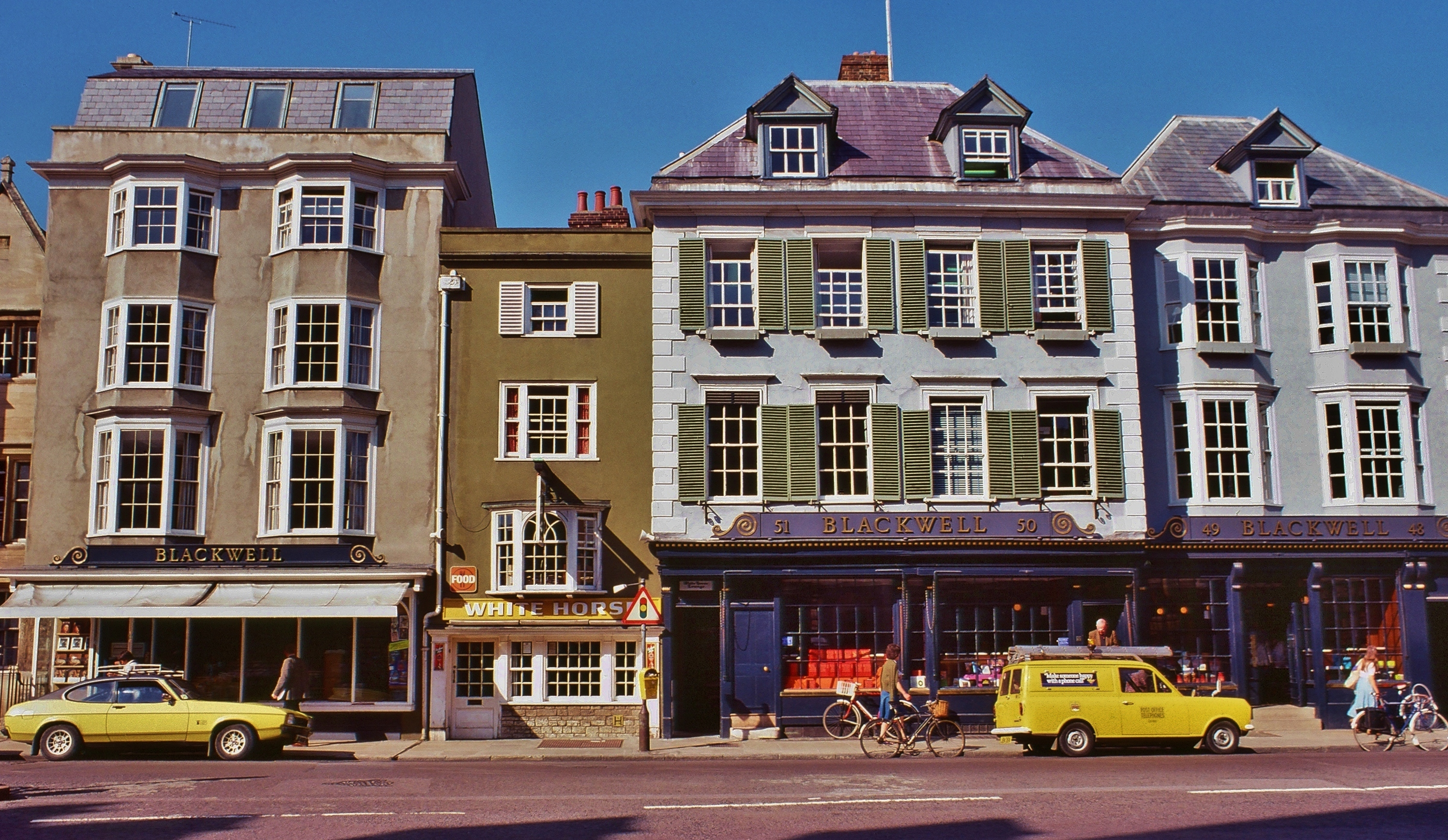
A principal loja em Oxford em 1977

A empresa foi fundada em 1879 por Benjamin Henry Blackwell, filho do primeiro bibliotecário da cidade, que depois de concluir seus estudos aos 13 anos, foi aprendiz de um livreiro local por um xelim por semana. Seu pai, Benjamin Harris Blackwell, estivera fortemente envolvido na Temperance Society. A sociedade promoveu, assim como a religião, a auto-educação e também incentivou a leitura. A sociedade providenciava salas separadas para refresco sem álcool e leitura silenciosa. A família religiosa, os Blackwells também tinha se envolvido com a Sociedade Temperance devido ao pai que é de Benjamin teetotal, e como um protesto contra o governo ganhar dinheiro com o imposto especial sobre o álcool.
A loja principal da Broad Street, Oxford, em 48-51, tinha originalmente apenas dois metros quadrados, mas cresceu rapidamente para incorporar as lojas do andar superior, adega e lojas vizinhas. Benjamin Henry Blackwell era muito respeitado em Oxford e foi eleito o primeiro conselheiro liberal de Oxford North.
Basil Blackwell, filho de Benjamin Henry, tornou-se o primeiro Blackwell a ir para a universidade; ele recebeu uma bolsa no Merton College da Universidade de Oxford . Esperava-se que ele ingressasse na empresa da família, no entanto, o que fez em 1913, depois de um período como editor de aprendizes em Londres. Ele foi encarregado de expandir os negócios editoriais de seu pai.

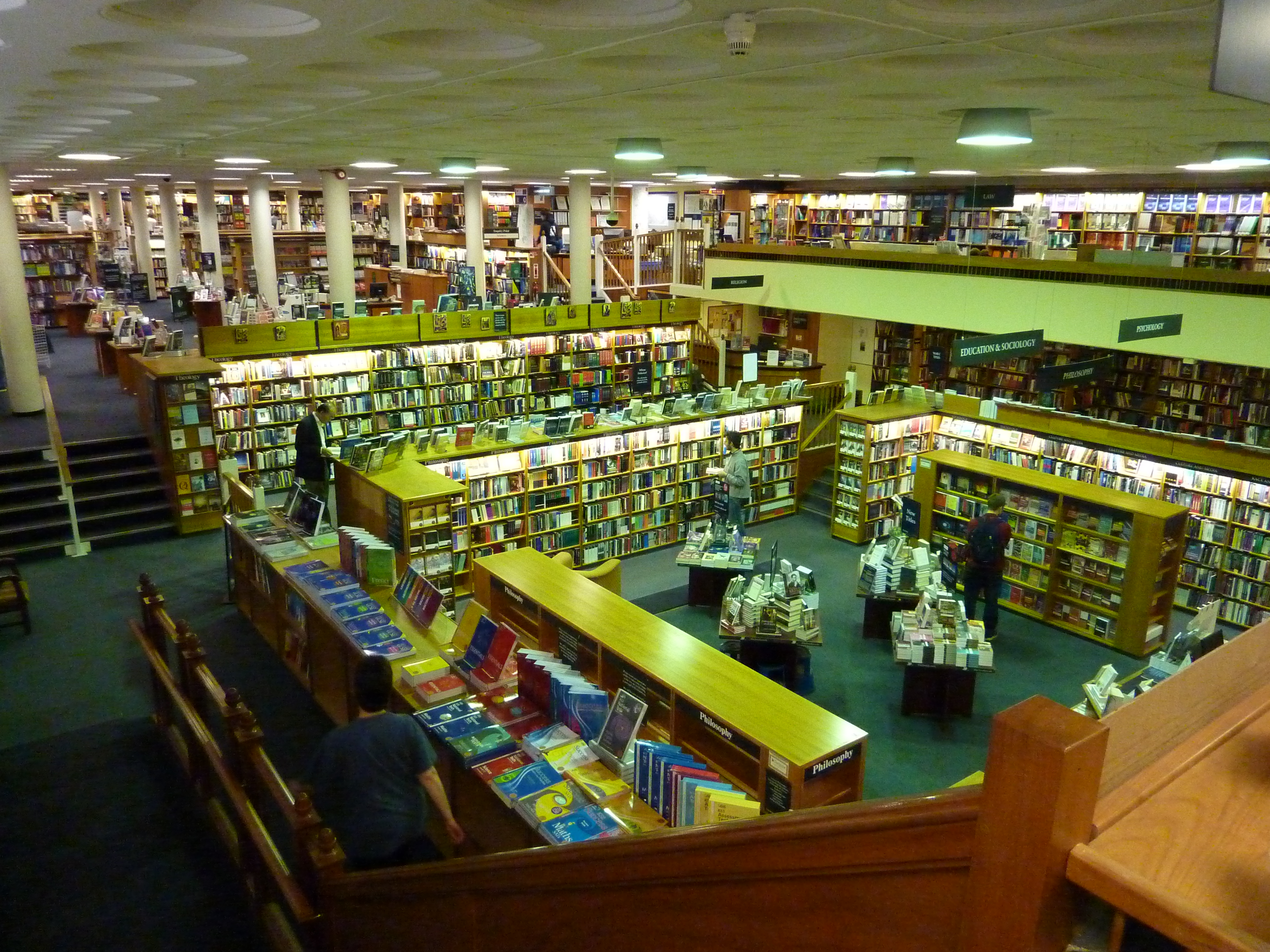
A "Sala Norrington" contém mais de 160.000 livros em mais de 3 milhas de prateleiras

A primeira publicação de Blackwell, Mensæ Secundæ: versos escritos no Balliol College por H.C. Beeching, foi impressa em 1897. A Blackwell iniciou as carreiras de muitos escritores: o primeiro poema de J. R. R. Tolkien, "Goblin's Feet", foi publicado em 1915. Para promover o acesso universal à literatura, a Blackwell foi pioneira em uma série de livros mais baratos, de um volume de Shakespeare a "romances 3 e 6". A editora foi incorporada à empresa principal em 1921 e uma seção científica foi adicionada em 1939.
Quando Benjamin Henry morreu em 1924, Basil Blackwell assumiu o cargo de seu pai e passou a chefiar a empresa por mais de sessenta anos. Basil Blackwell também queria preservar a impressão fina. Depois de resgatar o Shakespeare Head Press, ele encomendou belles-lettres, incluindo clássicos bem conhecidos, como o Pilgrim's Progress, os trabalhos dos Brontës e uma versão completa dos Contos de Cantuária de Chaucer.
Em 1966, foi aberta a Sala Norrington, com o nome de Sir Arthur Norrington, presidente do Trinity College e estendendo-se sob parte do Trinity College. Possui três milhas (5 km) de prateleiras e a 10 000 pés quadrados (930 m2) mereceu uma entrada no Guinness Book of Records como o maior quarto individual que vende livros.

### História recente
A empresa segue uma política determinada desde a década de 1990 para se espalhar de sua base tradicional de Oxford e assumir uma presença muito mais ampla no Reino Unido.
Em 1995, a Blackwell's se tornou a primeira livraria no Reino Unido a permitir que seus clientes comprassem on-line de um catálogo de mais de 150.000 títulos e abriu uma loja em Londres no mesmo ano, na 100 Charing Cross Road, que agora é uma das empresas da empresa. seis lojas mais importantes. A Blackwell assumiu as livrarias Heffers em Cambridge em 1999 e em 2002 adquiriu as livrarias acadêmicas de James Thin na Escócia.
A Blackwell's agora possui mais de 60 pontos de venda em todo o Reino Unido, incluindo várias livrarias médicas e outras especializadas, e até uma loja em Aberdeen especializada na indústria de petróleo. As principais lojas de Oxford e Londres ganharam o Livreiro do Ano no British Book Awards.
A empresa ainda está nas mãos da família Blackwell. O suporte para suas atividades, incluindo o Blackwell's Online, é baseado na Beaver House, em Oxford. A empresa seria parcialmente financiada pela Toby Blackwell Limited em 2012.

## Localizações
A Blackwell's mantém mais de 40 pontos de venda em todo o Reino Unido, com lojas próprias localizadas em Oxford, Cambridge, Edimburgo e Londres. Outras filiais estão localizadas em campus universitários ou são filiais especializadas, com foco em Música e Arte.

### Galeria

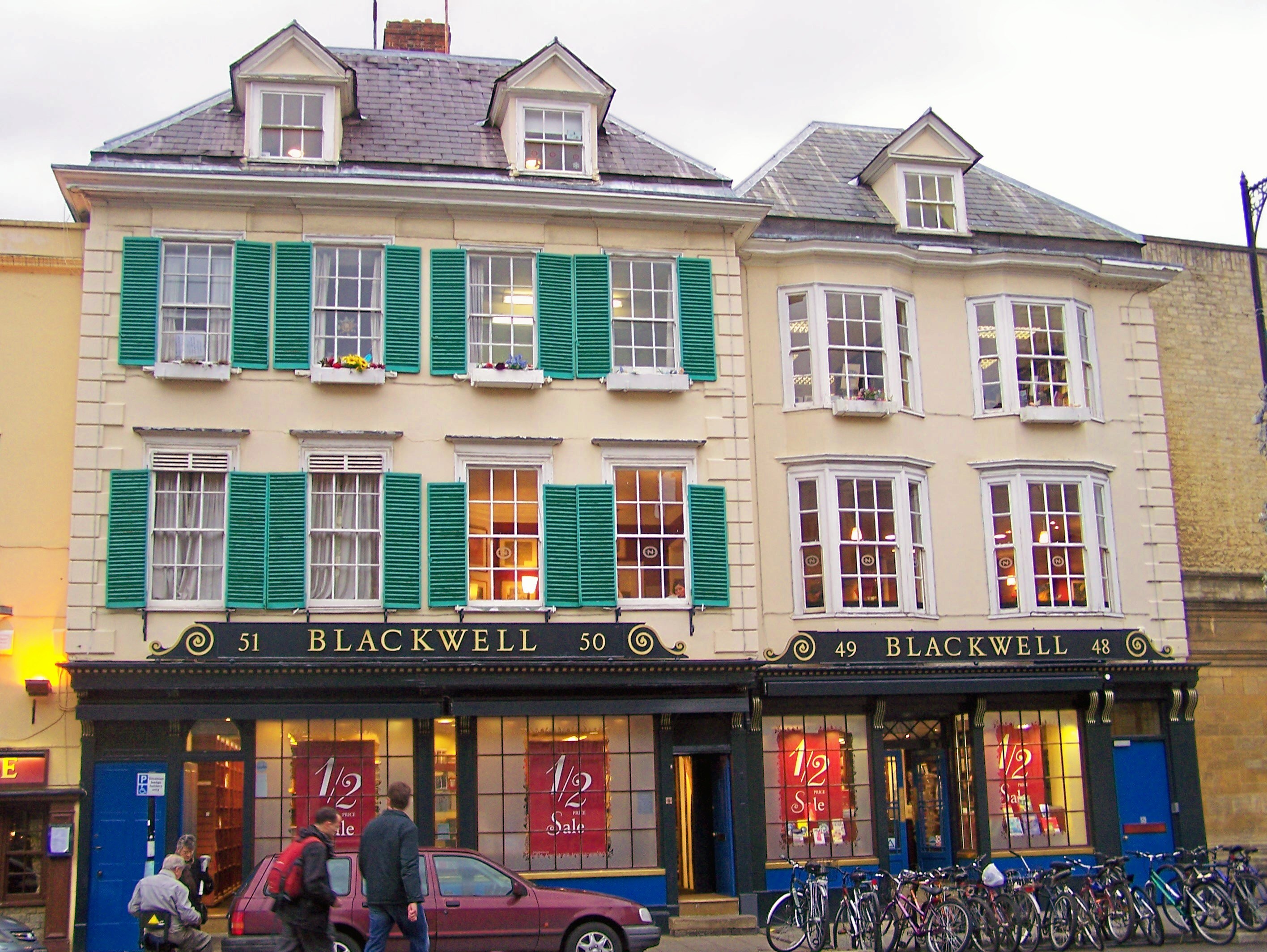
Flagship branch, 48-51 Broad Street, Oxford
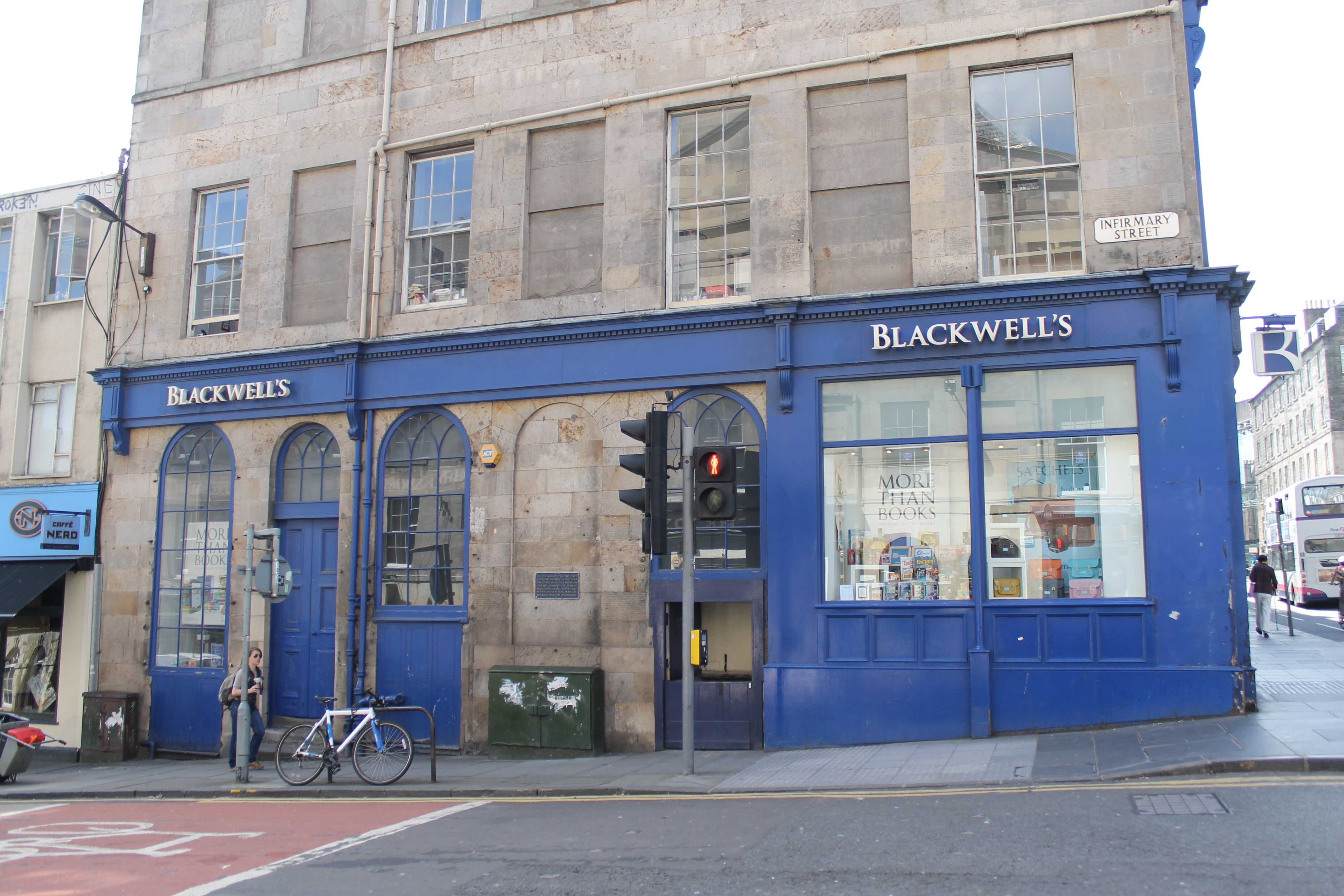
South Bridge, Edinburgh
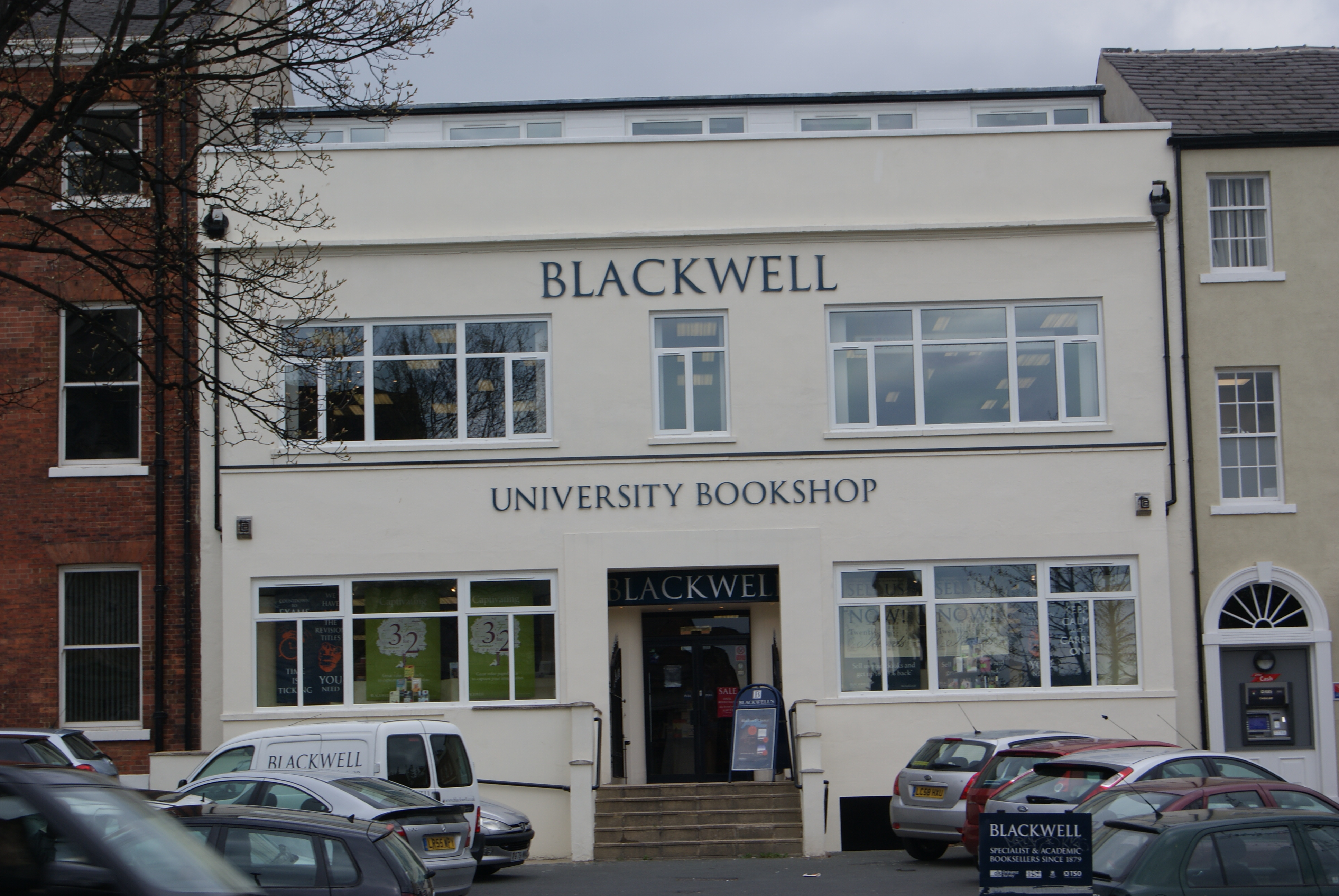
Woodhouse Lane, Leeds
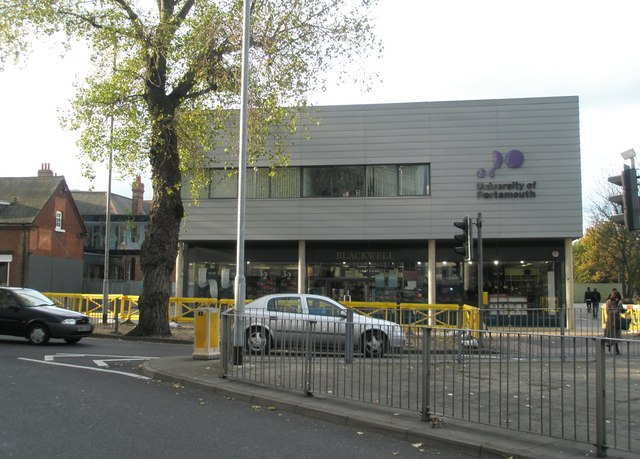
Cambridge Road, Universidade de Portsmouth
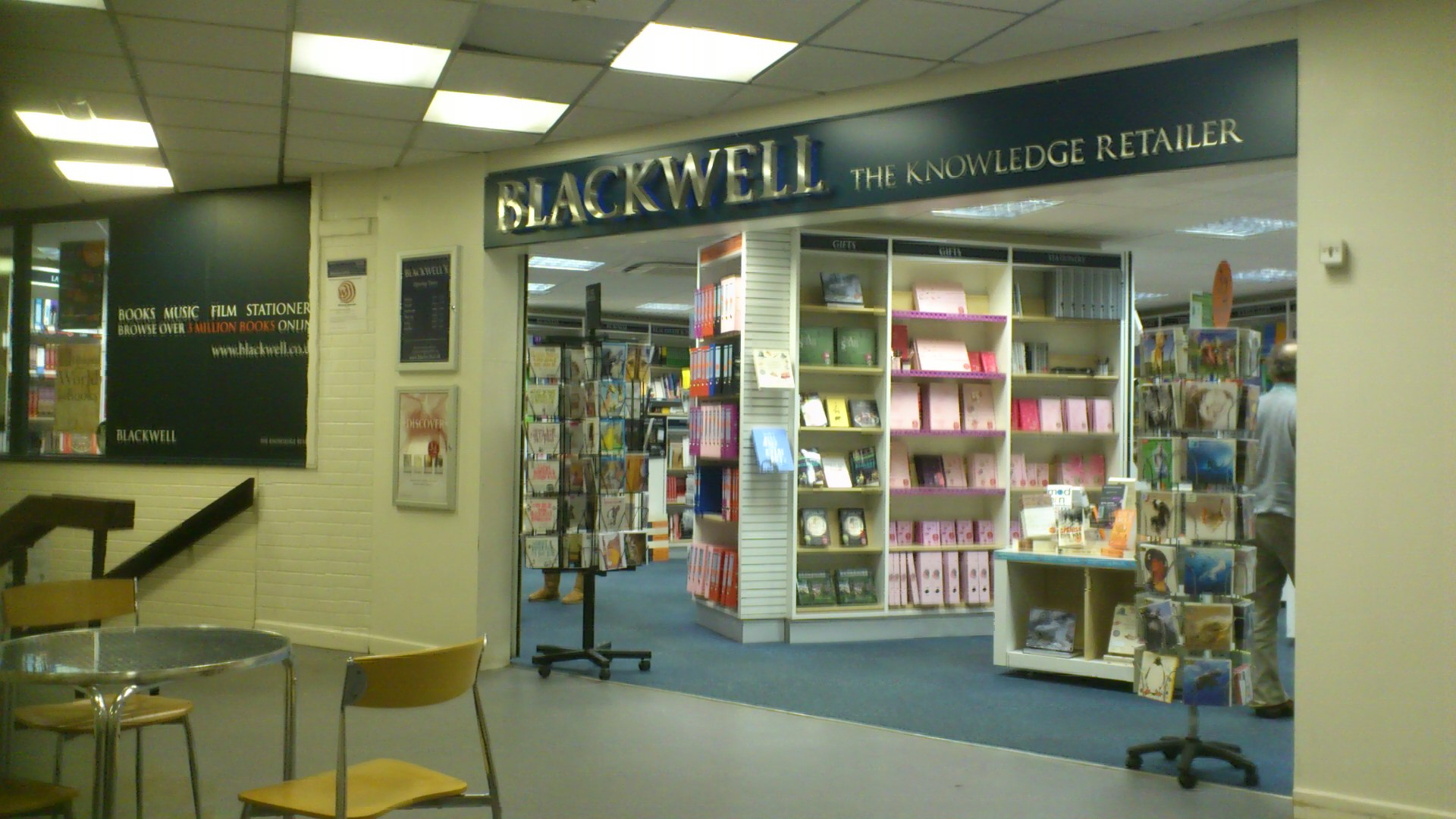
Whiteknights, Universidade de Reading
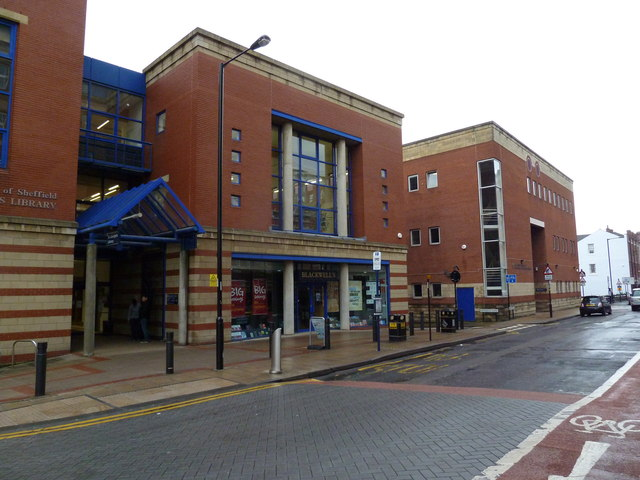
Portobello Street, Universidade de Sheffield
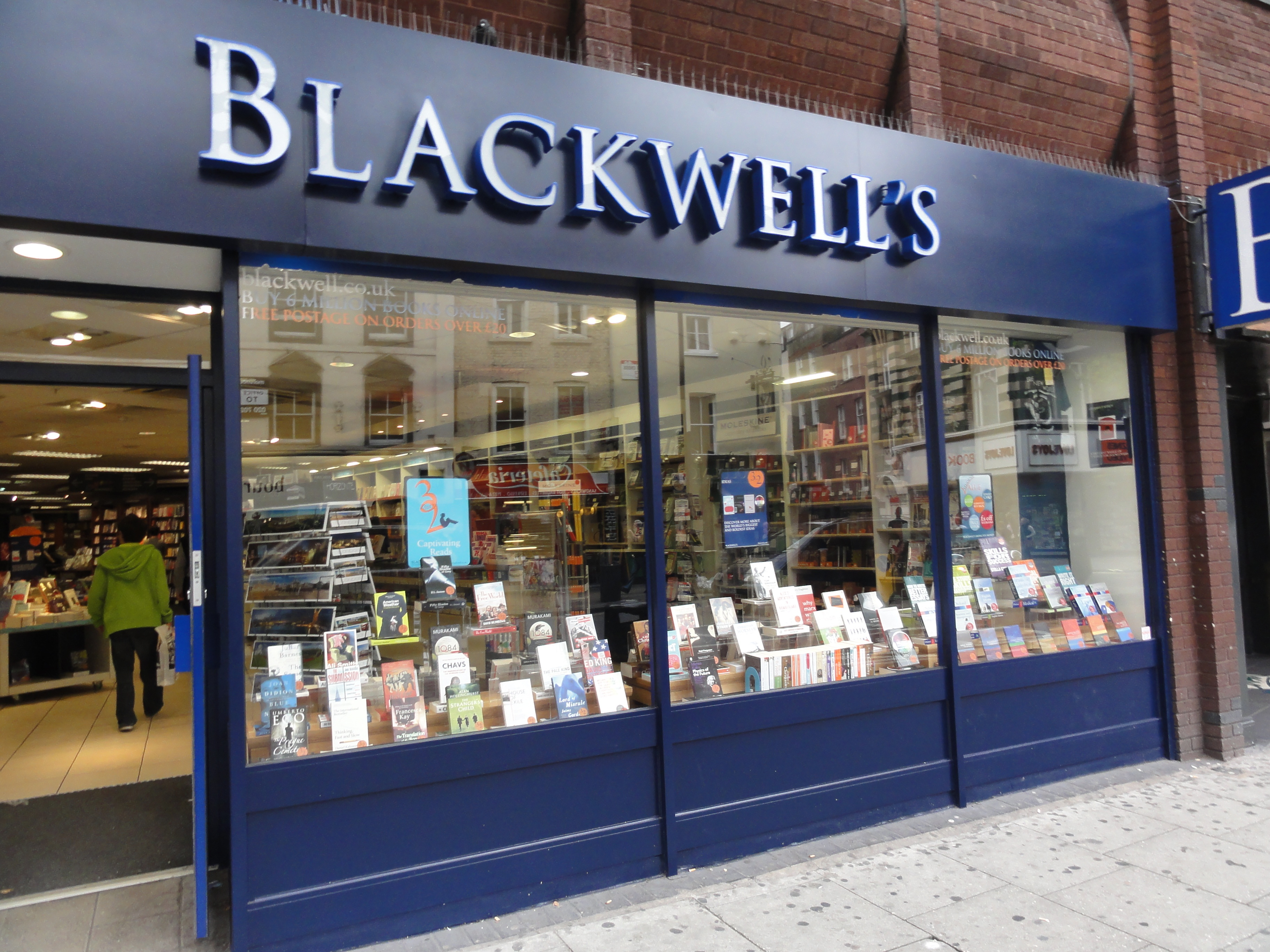
A antiga loja Charing Cross Road, Londres
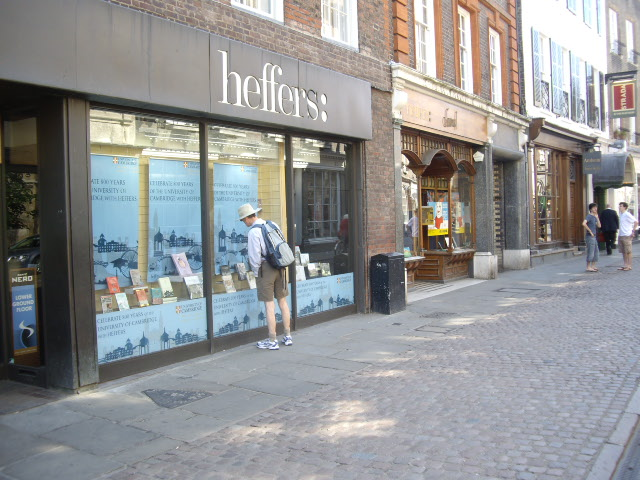
Heffers Sound, Trinity Street, Cambridge
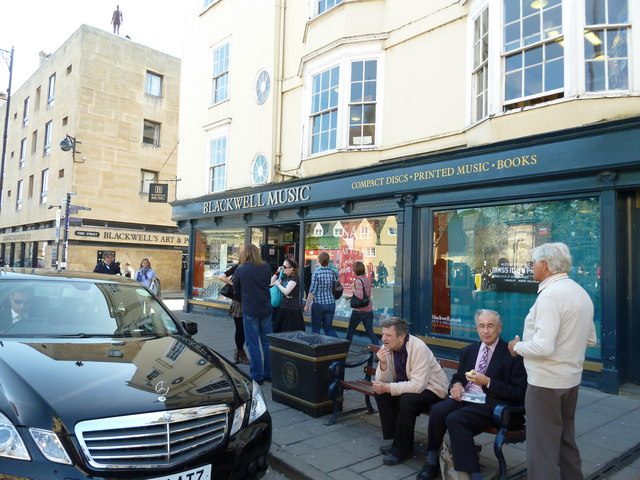
Blackwell's Music, anteriormente em 23-25 Broad Street, Oxford
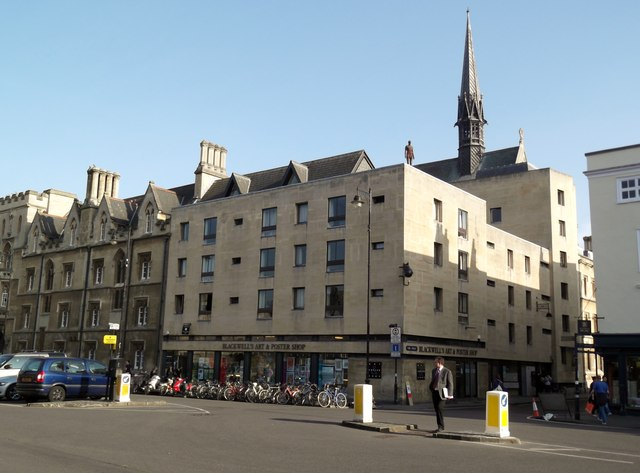
Loja de arte e pôsteres de Blackwell, 27 Broad Street, Oxford